# Nemta
Il Nemta (in russo Немта?) è un fiume dell'Estremo oriente russo, tributario del lago Sindiskoe, nel bacino dell'Amur. Scorre nei rajon imeni Lazo, Chabarovskij e Nanajskij del Territorio di Chabarovsk.
Il fiume scorre prevalentemente in direzione settentrionale attraversando l'insediamento di Muchen. Sfocia nel lago Sindiskoe che si trova presso la riva destra dell'Amur. La lunghezza del fiume è di 230 km, l'area del suo bacino è di 6290 km².